# Snack bar blues
Snack bar blues (Out of the Blue), è un film del 1980 diretto e interpretato da Dennis Hopper.

## Trama
Cebe, una ragazza ribelle e problematica, vive con il padre, un ex detenuto, e la madre nevrotica, interessandosi solo di Elvis Presley e punk rock.

## Produzione
Il film è stato prodotto da Leonard Yakir e scritto dallo stesso Yakir con Brenda Nielson. Il titolo proviene dalla canzone di Neil Young My My, Hey Hey (Out of the Blue). È il primo film diretto da Hopper dal precedente Fuga da Hollywood (The Last Movie) del 1971. Hopper è stato ingaggiato come regista all'ultimo momento, per rimpiazzare Leonar Yakir.
Il film è stato girato a Vancouver e varie icone di Vancouver sono state riprese nel film, come ad esempio i Pointed Sticks, uno dei principali gruppi punk della città.

## Distribuzione
Out of the Blue è stato proiettato come film in gara al Festival di Cannes il 5 maggio 1980. Venne quindi proiettato a Parigi il 15 aprile 1981, a New York l'8 aprile 1983 e quindi a Vancouver.
Il film uscì nelle sale italiane col titolo "Out of the Blue" distribuito dalla Giangi Film Coop. di Giovanni Della Rossa a fine luglio 1982, con un divieto ai minori di 18 anni, per via della "tematica particolarmente cruda e scabrosa e per il linguaggio scurrile". Il doppiaggio venne eseguito dalla Studio Immagine, i dialoghi curati da Dante Matelli.
Negli anni '90 la Image Video e Panarecord pubblicano il film per la prima volta in VHS col titolo "Snack Bar Blues". Sul retro della copertina è riportato un erroneo divieto ai minori di 14 anni e la dicitura che il film è sprovvisto di visto censura in quanto non destinato alla sala cinematografica.
Da allora "Out of the Blue" risulta inedito in DVD e Blu-ray.

## Accoglienza
Il critico cinematografico Jonathan Rosenbaum considera Out of the Blue uno tra i quindici migliori film degli anni ottanta. Dopo decenni, l'interpretazione di Linda Manz viene ancora oggi lodata. Roger Ebert ha scritto che il film "si intensifica inesorabilmente verso la sua conclusione violenta e nichilista che quando questa arriva, ci crediamo".
Il Morandini del film scrive: «Molto bravo Hopper disegna con livida efficacia i personaggi e crea un'atmosfera di squallore e dolore che rispecchia una parte della società americana di cui si parla poco. Ma lo fa con una crudeltà compiaciuta e una premeditata ricerca dell'eccesso su cui è legittimo avere qualche dubbio.»

## Riconoscimenti
- 1980 - Festival di Cannes
  - Candidatura alla Palma d'oro[10]

## Omaggi e citazioni
- Nella canzone Kill All Hippies del gruppo musicale Primal Scream, contenuta nell'album XTRMNTR del 2000, sono presenti estratti della voce di Linda Manz tratti dai dialoghi del film.